# Senpai Is an Otokonoko
Senpai Is an Otokonoko (jap. 先輩はおとこのこ Senpai wa otokonoko) – manga autorstwa Pom, publikowana cyfrowo w serwisie Line Manga od grudnia 2019 do grudnia 2021. Od listopada 2021 ukazuje się również w formie tomików nakładem wydawnictwa Ichijinsha.
Na podstawie mangi studio Project No.9 wyprodukowało serial anime, który emitowano od lipca do września 2024. Premiera filmu anime, zatytułowanego Eiga Senpai wa otokonoko: Ame nochi hare, odbyła się w lutym 2025.

## Fabuła
Historia opowiada o Makoto Hanaoce, chłopaku, który ubiera się jak dziewczyna pomimo dezaprobaty swojej matki. Saki Aoi, koleżanka uczęszczająca do tego samego liceum co Makoto, zakochuje się w nim w przekonaniu, że jest dziewczyną i dowiaduje się prawdy dopiero po wyznaniu mu swoich uczuć i odrzuceniu. Dziewczyna jest biseksualna i nie przeszkadza jej jego płeć, pragnąc zostać jego pierwszą miłością, ale on martwi się, że będzie postrzegana jako dziwna, wiążąc się z transwestytą.

## Bohaterowie
- Makoto Hanaoka (jap. 花岡 まこと Hanaoka Makoto)

Seiyū: Shūichirō Umeda 
- Saki Aoi (jap. 蒼井 咲 Aoi Saki)

Seiyū: Akira Sekine 
- Ryuji Taiga (jap. 大我 竜二 Taiga Ryūji)

Seiyū: Yūma Uchida 
- Mika Hanaoka (jap. 花岡 美香役 Hanaoka Mika)

Seiyū: Mai Nakahara 
- Konatsu Taiga (jap. 大我 小夏役 Taiga Konatsu)

Seiyū: Kaori Maeda 

## Manga
Manga została początkowo opublikowana jako czterostronicowa historia Otokonoko ga kōhai ni kokuhaku sareru hanashi, którą Pom później rozwinęła i zgłosiła do „debiutanckiego programu” serwisu Line Manga dla niezależnych twórców w grudniu 2019. Następnie autorka podpisała kontrakt na cotygodniową serializację cyfrową w ciągu czterech miesięcy od premiery. Ostatni rozdział ukazał się 30 grudnia 2021. Pom rozważała dalsze kontynuowanie serii, ale chciała zakończyć ją w kluczowym momencie i nie rozciągać jej. Prequel zatytułowany Senpai wa otokonoko deai-hen jest publikowany w serwisie Line Manga od 21 grudnia 2023.
Pierwszy tom tankōbon zbierający w pełni kolorową serię wraz z nowym 16-stronicowym rozdziałem został wydany 25 listopada 2021 nakładem wydawnictwa Ichijinsha. Pom pomyślała, że trudno będzie przygotować serię do druku, ponieważ została ona pierwotnie stworzona dla przewijanego pionowo formatu cyfrowego i rozważała porzucenie pomysłu, ale zdecydowała się kontynuować z powodu próśb czytelników.
| Nr | Data wydania (język japoński) | ISBN (język japoński)  |
| -- | ----------------------------- | ---------------------- |
| 1  | 25 listopada 2021             | ISBN 978-4-7580-2313-9 |
| 2  | 25 kwietnia 2022              | ISBN 978-4-7580-2387-0 |
| 3  | 25 lipca 2022                 | ISBN 978-4-7580-2437-2 |
| 4  | 25 listopada 2022             | ISBN 978-4-7580-2468-6 |
| 5  | 29 marca 2023                 | ISBN 978-4-7580-2505-8 |
| 6  | 25 lipca 2023                 | ISBN 978-4-7580-2563-8 |
| 7  | 24 listopada 2023             | ISBN 978-4-7580-2609-3 |
| 8  | 1 kwietnia 2024               | ISBN 978-4-7580-2674-1 |
| 9  | 25 lipca 2024                 | ISBN 978-4-7580-2734-2 |
| 10 | 25 października 2024          | ISBN 978-4-7580-2790-8 |

## Anime
Adaptacja w postaci telewizyjnego serialu anime została ogłoszona przez Aniplex podczas targów AnimeJapan 25 marca 2023. Seria została wyprodukowana przez studio Project No.9 i wyreżyserowana przez Shinsuke Yanagiego. Scenariusz napisała Yoriko Tomita, postacie zaprojektował Shōto Shinkai, a muzykę skomponowała Yukari Hashimoto. Anime emitowano od 5 lipca do 27 września 2024 w bloku programowym Noitamina stacji Fuji TV. Kujira wykonała motyw otwierający, zatytułowany „Wagamama” (jap. 我がまま), oraz kończący, „Are ga koi datta no kana” (jap. あれが恋だったのかな), który zaśpiewała dodatkowo Nishina. Prawa do streamingu serii poza Azją nabył Crunchyroll.
Po emisji ostatniego odcinka pierwszego sezonu zapowiedziano film kinowy zatytułowany Eiga Senpai wa otokonoko: Ame nochi hare. Premiera w japońskich w kinach odbyła się 14 lutego 2025.